# Фрагонар, Оноре

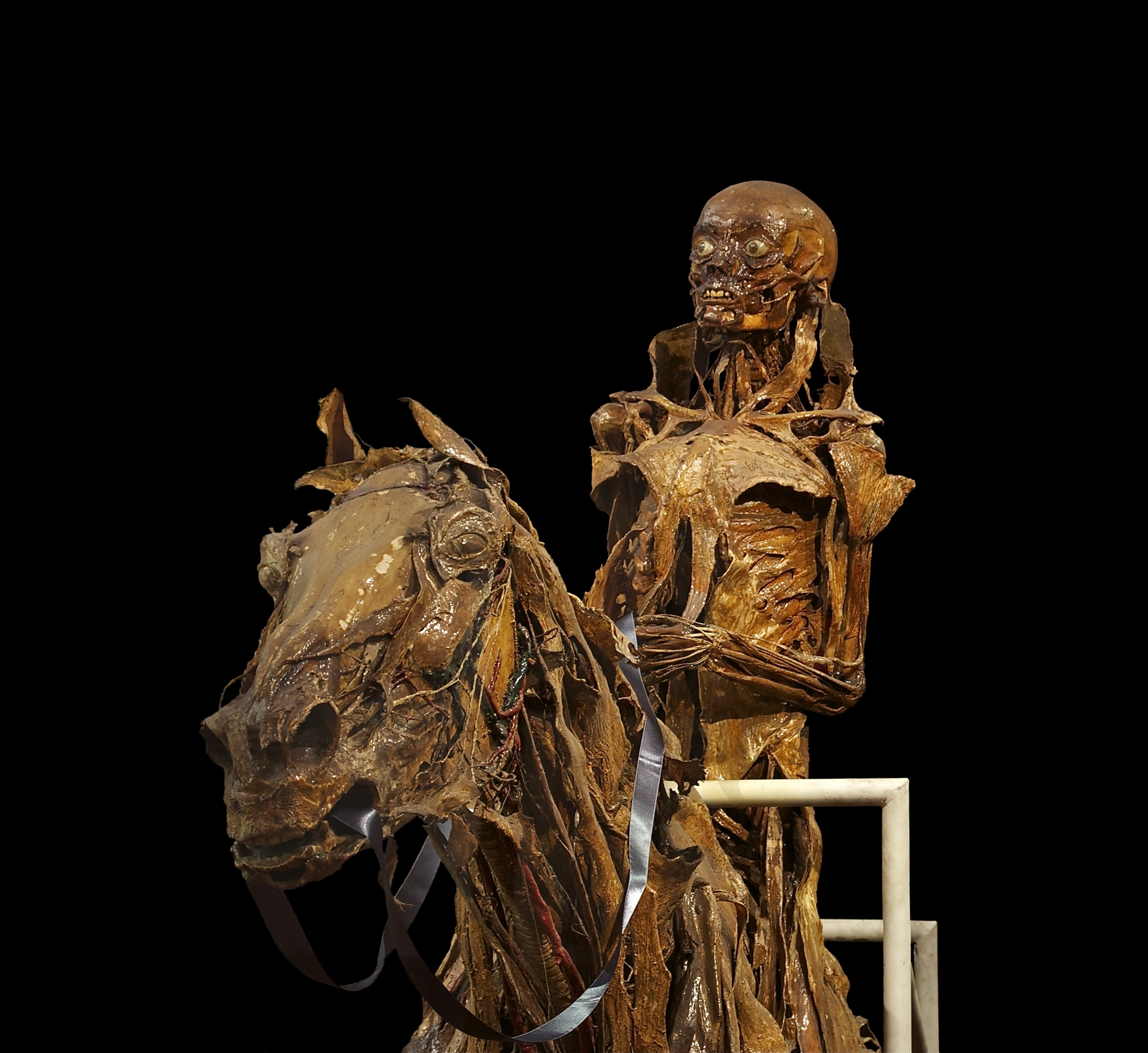
Экорше лошади и всадника (мумифицированные), изготовленные французским анатомом Оноре Фрагонаром

Оноре Фрагонар (фр. Honoré Fragonard; 13 июня 1732, Грас, Прованс — Альпы — Лазурный Берег — 5 апреля 1799, Сен-Морис (Валь-де-Марн)) — французский анатом, педагог и первый директор французской ветеринарной школы (ныне Высшая национальная ветеринарная школа в Мезон-Альфоре), основанной 1766 году.

## Биография

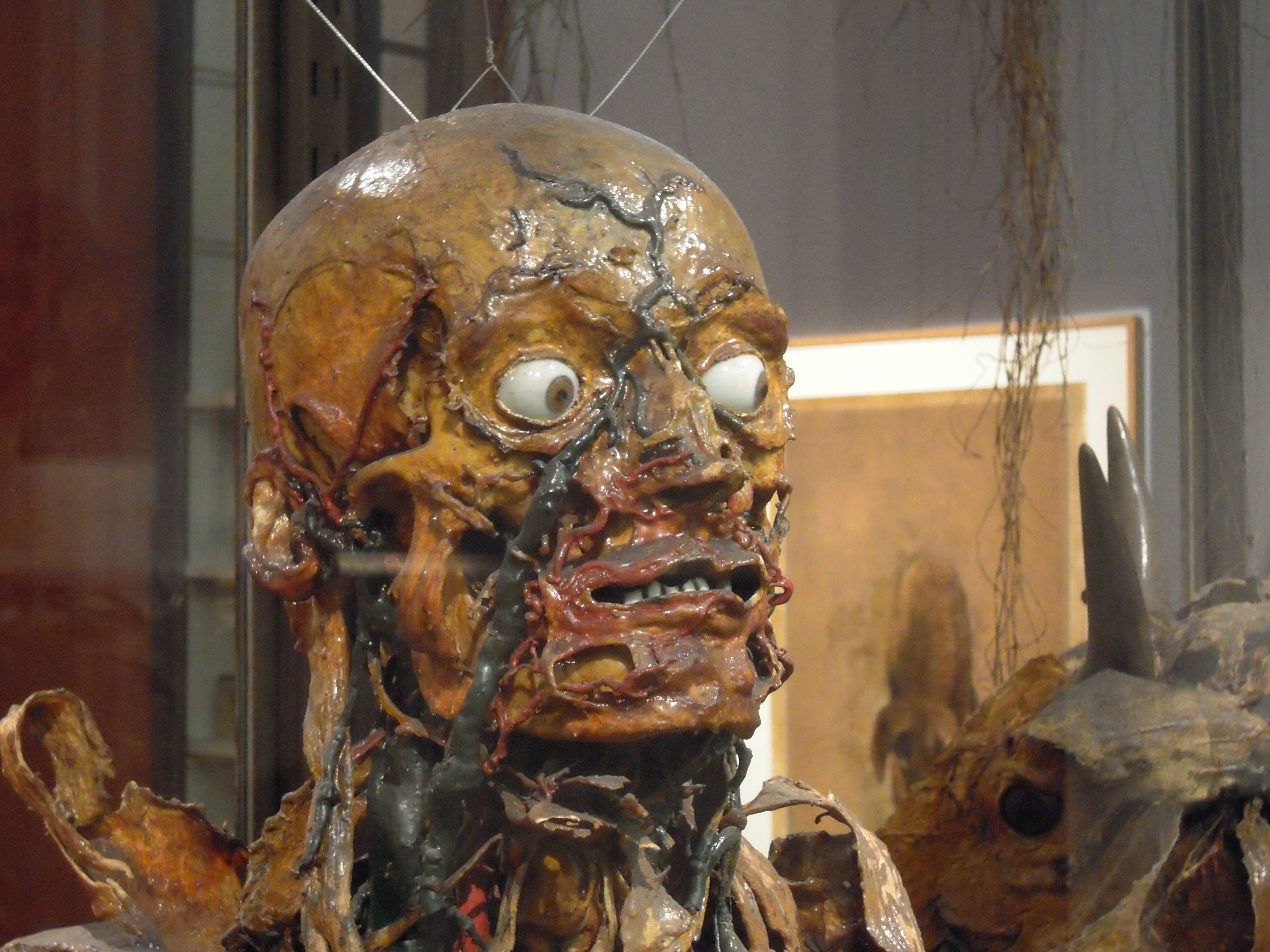
Экорше человеческой головы

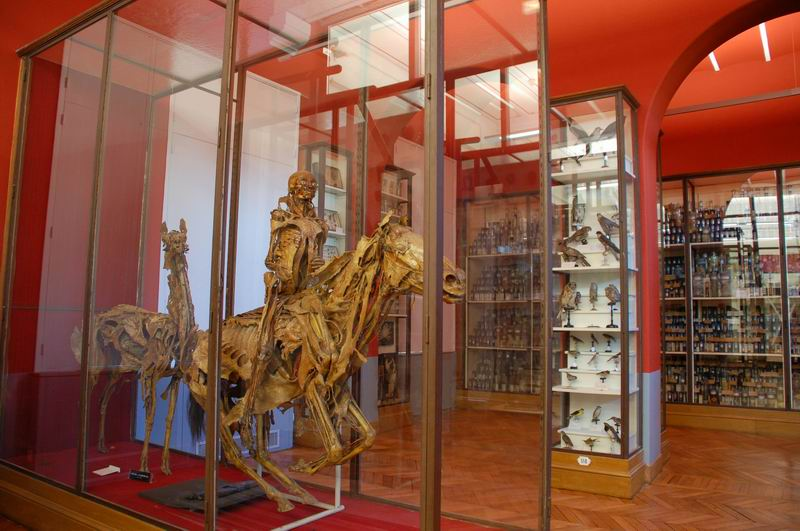
Всадник Апокалипсиса

Представитель старого рода итальянского происхождения. Сын парфюмера.
Двоюродный брат художника Жана-Оноре Фрагонара. Изучал медицину, в 1759 году получил лицензию, в 1762 году был приглашён на работу Клодом Буржела, руководителем лионской Академии верховой езды и основателем первой в мире ветеринарной школы в Лионе. Там он работал хирургом в течение трех лет, начал делать свои первые анатомические экспонаты — экорше.
В 1765 году король Людовик XV основал ветеринарную школу в Париже, позже переехавшую в Мезон-Альфор. Там в течение шести лет Фрагонар служил первым профессором анатомии, изготовил тысячи анатомических экспонатов и других объектов естественной истории и сравнительной анатомии, которые применялись для обучения в Школе ветеринаров в Мезон-Элфор и других французских учебных заведениях.но в 1771 году был уволен по причине психического заболевания.
В 1793 году вместе со своим двоюродным братом Жаном-Оноре Фрагонаром и художником Жаком-Луи́ Дави́дом он стал членом Национального жюри искусств, в 179?[уточнить] году был назначен членом Временной комиссии искусств.
Страдая от депрессий, умер в психиатрической больнице.
Изготовленные им анатомические экспонаты — экорше стали украшением анатомического музея его имени в Мезон-Альфор.